# Loin des yeux loin du cœur
Singles de Demis Roussos
L.O.V.E. Got a Hold of Me
(1978) Longtemps je t'aimerai
(1979)
Loin des yeux loin du cœur est une chanson interprétée par le chanteur grec Demis Roussos, parue sur l'édition francophone de l'album Universum et sortie en France en 1978 chez Philips. Elle est composée par Alec Constandinos et Didier Barbelivien, ce dernier ayant également écrit les paroles. Le disque s'est vendu en France à plus de 150 000 exemplaires.

## Liste des titres
| A. | Loin des yeux loin du cœur       | 3:05 |
| B. | Il faut qu'il revienne (Brother) | 4:01 |

## Crédits
- Demis Roussos – chant
- Alec R. Costandinos – composition
- Didier Barbelivien – paroles
- Ray Knehnetsky – arrangements, chef d'orchestre
- Tony Frank – photographie

Crédits adaptés des notes d'accompagnement.

## Classements hebdomadaires
| Classement (1978–79)          | Meilleure position |
| ----------------------------- | ------------------ |
| Europe (Europarade)           | 27                 |
| France (IFOP)                 | 16                 |
| Québec (Palmarès francophone) | 6                  |